# سيرجي فيدورتشينكو
سيرجي فيدورتشينكو (مواليد 18 سبتمبر 1974 في ألماتي) هو لاعب جمباز كازاخي.

## الجوائز

### دورة الألعاب الاولمبية
- سيدني عام 2000
- الخامس على منصة القفز

### بطولة العالم
- سان خوان 1996
  - الرابع في الحركات الأرضية
  - الرابع على منصة القفز
  - السادس في العقلة

لوزان 1997
- - الميدالية الذهبية على منصة القفز
  - الرابع في الحركات الأرضية

## وصلات خارجية
- سيرجي فيدورتشينكو على موقع الاتحاد الدولي للجمباز (licence) (الإنجليزية)
- سيرجي فيدورتشينكو على موقع الاتحاد الدولي للجمباز (biography) (الإنجليزية)
- سيرجي فيدورتشينكو على موقع أوليمبيديا (الإنجليزية)